# Amtsgericht Neumarkt in der Oberpfalz

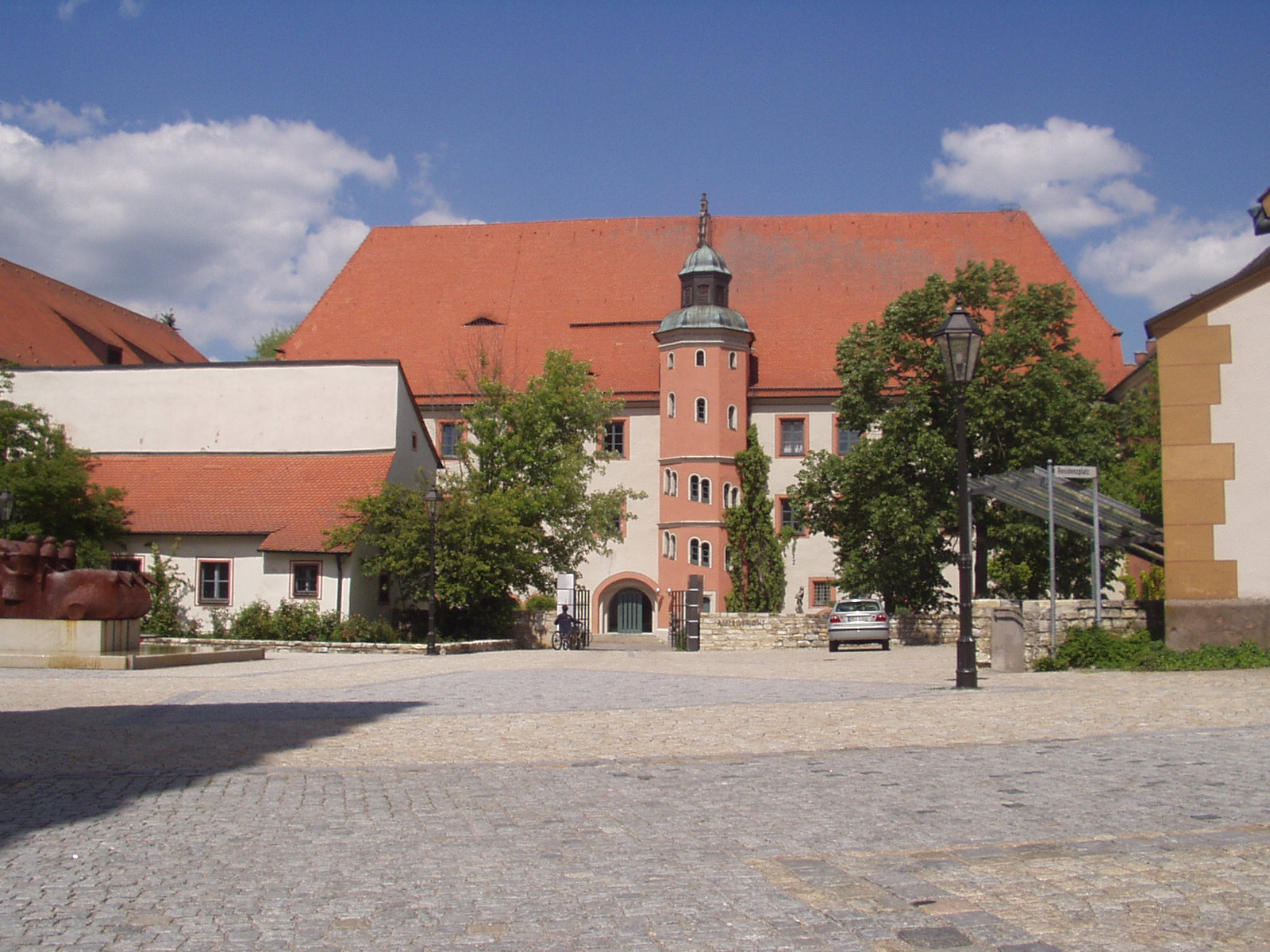
Amtsgericht im Pfalzgrafenschloss Neumarkt, 2004

Das Amtsgericht Neumarkt in der Oberpfalz ist ein Gericht der ordentlichen Gerichtsbarkeit und eines von 73 Amtsgerichten in Bayern. Das Gericht hat seinen Sitz im ehemaligen Pfalzgrafenschloss in Neumarkt in der Oberpfalz.

## Geschichte
Das Hauptgebäude wurde um 1160 als Schloss im romanischen Stil erbaut. Durch einen Brand wurde es 1298 zerstört und danach wieder aufgebaut. Der Wittelsbacher Johann ließ es im gotischen Stil umwandeln und wählten es als seinen Sitz. Als es 1520 erneut durch einen Brand zerstört wurde, wurde es von Friedrich II. zwischen 1520 und 1539 im Stil der Renaissance wieder aufgebaut. Um 1650 wurde das Schloss Sitz des Neumarkter Schultheißenamtes.
Von 1795 bis 1920 war eine Tabakfabrik im Südost-Flügel untergebracht. Im Jahre 1802 zog das Landgericht in das Schloss ein. Im Jahre 1862 erfolgte in Bayern die Trennung der Landgerichte in Judikative und Exekutive, das Schloss wurde auch zum Sitz des Bezirksamtes (später Landratsamt). Als Eingangsinstanz der niederen Gerichtsbarkeit wurden die weiter bestehenden Landgerichte 1879 durch das Gerichtsverfassungsgesetz reichseinheitlich in Amtsgericht umbenannt. Ein Bombardement im Zweiten Weltkrieg überstand das Schloss schadlos.
Seit dem Auszug des Landratsamts 1961 befindet sich neben dem Amtsgericht auch das Grundbuchamt im Schloss.

## Zuständigkeitsbereich
Der Amtsgerichtsbezirk erstreckt sich auf den gesamten Landkreis Neumarkt in der Oberpfalz, in dem rund 128.000 Menschen leben. Das Gericht ist erstinstanzlich für Zivil-, Familien- und Strafsachen zuständig.
Folgende Verfahren werden am Amtsgericht Nürnberg verhandelt:
- Genossenschaftsregister
- Güterrechtsregister
- Handelsregister
- Insolvenzverfahren
- Landwirtschaftsverfahren
- Partnerschaftsregister
- Vereinsregister
- Zwangsversteigerung

## Übergeordnete Gerichte
Im Oberlandesgerichtsbezirk Nürnberg war das Amtsgericht Neumarkt ab 1879 dem Bezirk des Landgerichts Amberg zugeordnet und wechselte zum 1. April 1926 in den Landgerichtsbezirk Nürnberg (ab 1932 Landgericht Nürnberg-Fürth).